# Ternuvate, Krîve Ozero
Ternuvate (în ucraineană Тернувате) este un sat în comuna Velîka Mecetnea din raionul Krîve Ozero, regiunea Mîkolaiiv, Ucraina.

## Demografie
Componența lingvistică a localității Ternuvate
     Ucraineană (94,68%)
     Română (3,54%)
     Rusă (1,77%)
Conform recensământului din 2001, majoritatea populației localității Ternuvate era vorbitoare de ucraineană (94,68%), existând în minoritate și vorbitori de română (3,54%) și rusă (1,77%).